# باغ‌وحش فورت ورث

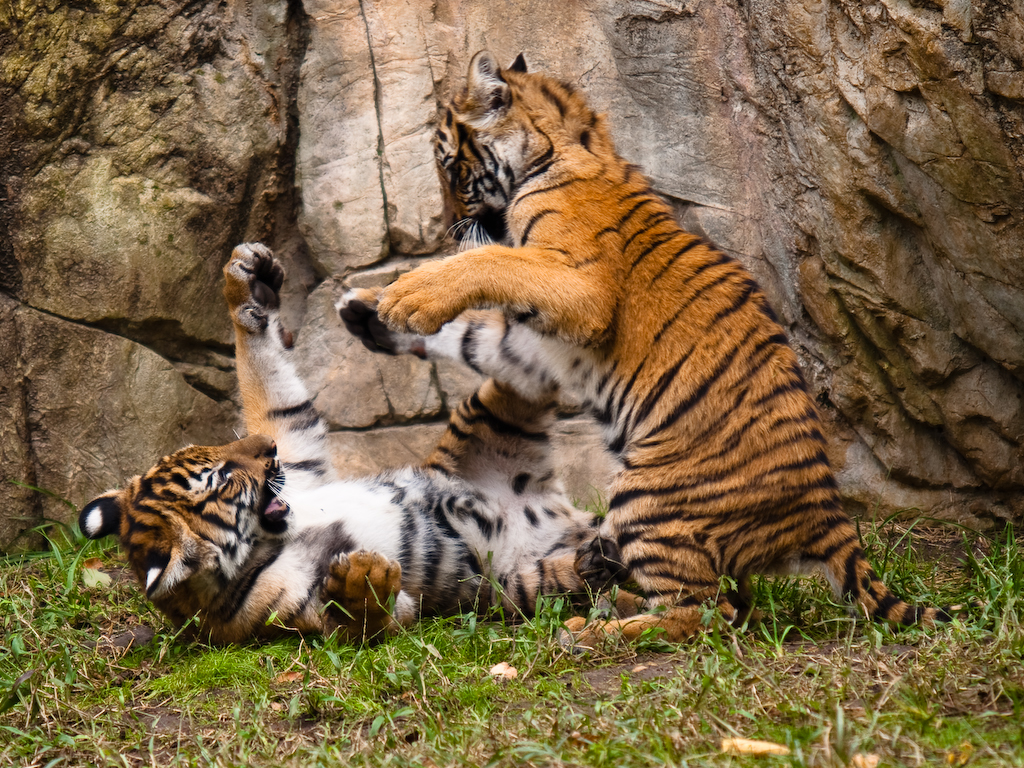

باغ وحش فورت وورث (به انگلیسی: Fort Worth Zoo) تأسیس ۱۹۰۹، نام یکی از باغ وحش‌های معروف ایالات متحده آمریکا است و در شهر فورت وورث قرار دارد.
این باغ وحش حاوی ۴۵۰ گونه جاندار، و در میان ۱۰ باغ وحش برتر آمریکا قرار دارد. این باغ وحش همه روزه از ساعت 10 صبح تا 4 بعد از ظهر باز است.